# Sherman, Quận Iron, Wisconsin
Sherman là một thị trấn thuộc quận Iron, tiểu bang Wisconsin, Hoa Kỳ. Năm 2010, dân số của thị trấn này là 286 người.